# Tatort: Der Traum von der Au
Der Traum von der Au ist ein Fernsehfilm aus der Krimireihe Tatort. Der vom Bayerischen Rundfunk produzierte Beitrag wurde am 21. Oktober 2007 im Ersten Programm der ARD erstgesendet. Es ist nach 45 gemeinsamen Auftritten mit Batic und Leitmayr der letzte Fall des Kommissars Carlo Menzinger.
Die drei Kommissare ermitteln im Umfeld einer zerstrittenen Hausgemeinschaft im Münchner Viertel Au, deren Konflikte in Suizid und Mord ausgeartet sind.

## Handlung
Die Kriminalhauptkommissare Ivo Batic und Franz Leitmayr werden zu einem Mietshaus in der Au gerufen, das Batic als Wohngegend schon länger reizt. Im Keller liegt die Leiche des ehemaligen Hausmeisters Grassl. Der Tote hat schwere Kopfverletzungen, die für Leitmayr nach einem „ungebremsten Sturz“ von der Treppe aussehen, sich aber doch als Stiefeltritte herausstellen. Als die Ermittler Grassls thailändische Frau Malee und ihren Sohn aufsuchen wollen, ist die Wohnung leer. Die Ermittler beauftragen ihren Kollegen Carlo Menzinger, nach beiden zu suchen.
Von Gerti, der Betreiberin einer kleinen Metzgerei in der Nähe, erfahren Batic und Leitmayr alle Details über die Bewohner des Mietshauses: Vom geheimnisumwitterten Professor, der Wohngemeinschaft um Pierre Traublinger und seine freizügige Gespielin Naomi, der schicken Frau von Helmstedt mit den wechselnden Männerbekanntschaften sowie von Konrad Strobl, dem Installateur, der um seinen Vater trauert und der seine Werkstatt im Hinterhof hat. Auch der renditebewusste Besitzer Peter Bachinger lebt selbst hier im Haus. Über Grassl erfahren die Ermittler, dass dieser eine ernsthafte Krankheit gehabt haben soll, was der Hausarzt später bestätigt. Grassl litt seit Jahren an einer schweren Quecksilbervergiftung, die er sich bei der Arbeit in einer Spiegelbeschichterei zugezogen hatte.
Am Abend werden die Ermittler Zeugen einer Hausversammlung, bei der es hoch hergeht. In dem zum Großteil bereits luxussanierten Mietshaus gibt es nichts, worüber die Mieter untereinander nicht gestritten haben. Zudem kündigt der Hausbesitzer Bachinger einem Mieter nach dem anderen und hält den jähzornigen Konrad Strobl für den Mörder an Grassl. Der wiederum lässt kein gutes Haar an Bachinger, von dem er weiß, dass er mit Grassl im ernsthaften Streit lag und ihm gegenüber mit unlauteren Mitteln gearbeitet hat, um dessen Kündigung zu begründen. Als Strobl dann sogar Bachinger zusammenschlägt und ihn als Mörder betitelt, wird er in polizeilichen Gewahrsam genommen. Dort randaliert er und zieht sich schwere Gesichtsverletzungen zu, sodass er ins Krankenhaus gebracht werden muss. Dort gelingt es ihm, unbemerkt zu entkommen. Als die Ermittler Strobl in seiner Werkstatt aufspüren, finden sie dort überraschenderweise Malee Grassl und ihren 9-jährigen Sohn. Sie hatten sich hier versteckt, weil sie vor Bachinger Angst hatten. Strobl wird wieder ins Krankenhaus eingewiesen, wo er nun am Bett fixiert wird. Doch er schaffte es, die Krankenschwester zu überzeugen, ihn loszubinden. In einem unbeobachteten Moment schneidet er sich, wie schon sein Vater zuvor, die Pulsadern auf.
Während Batic und Leitmayr nun auch gegen Bachinger ermitteln, detoniert in ihrer unmittelbaren Nähe sein Auto, in das er gerade eingestiegen war. Es deutet alles darauf hin, dass Strobl die Bombe installiert hatte. Für ihn war Bachinger schuld am Suizid seines Vaters und hat in ihm diesen bodenlosen Hass erzeugt.
Pierre Traublinger, ein Mieter im dritten Stock, gerät ins Visier der Ermittlungen, da Grassl einen Freund von ihm ins Gefängnis gebracht hatte. Im Verhör gibt Traublinger zu, am Tatabend Grassl im Keller getroffen und wütend die Treppe hinuntergestoßen zu haben. Zudem habe er ihn ins Gesicht getreten. Sein Anwalt findet jedoch heraus, dass der Sturz und die Tritte nur zum Tode führen konnten, weil Grassls Körper durch seine Quecksilbervergiftung sehr geschwächt war. Wie sich herausstellte, hatte Grassl in letzter Zeit extrem erhöhte Quecksilberwerte.
Auf der Suche nach der Ursache dieser erhöhten Werte macht sich Malee verdächtig, da sie nach dem Tod ihres Mannes untergetaucht war. Er hatte sie oft schlecht behandelt und war sehr eifersüchtig. Malee ließ sie sich öfter Creme aus Thailand schicken, die es in Deutschland nicht gab. Die Ermittler vermuten, dass sie die quecksilberhaltige Creme dazu benutzte, ihren Mann zu vergiften. Sie hatte diese Creme jedoch für die Metzgerin Gerti besorgt. So erfahren die Ermittler, dass Gerti in Grassl verliebt war. Als er sich jedoch die Thailänderin aus dem Urlaub mitbrachte, wuchs in ihr ein teuflischer Plan: Sie mischte die quecksilberhaltige Creme in Grassls Lieblingswurst unter.
Carlo, der sich während der gesamten Ermittlungen seltsam verhalten hatte, erklärt am Ende seinen beiden Kollegen, dass er nach 25 Dienstjahren gekündigt hat. Aufgrund einer größeren Erbschaft will er sich total verändern und nach Thailand auswandern. Bei den Recherchen zu ihrem Fall hat er sein Interesse für dieses Land entdeckt.

## Rezeption
Kritiken

„Besonders hübsch in dem von Tim Trageser mit Bedacht inszenierten ‚Tatort‘ sind die regelmäßigen kleinen Irritationen am Rande, die mit der Handlung nicht viel zu tun haben, der bis auf einen echten Schockmoment aber nicht eben turbulenten Geschichte ein wohltuendes spielerisches Moment verleihen.“

„Ziemlich verworren ist dieser Fall, wenn auch mit großartigen Schauspielern besetzt. Zudem werden die ganzen Fakten lediglich aus der Rückschau erzählt, so dass außer Totenfunden nicht wirklich viel passiert.“

Einschaltquoten

Die Erstausstrahlung von Der Traum von der Au am 21. Oktober 2007 wurde in Deutschland von 7,75 Millionen Zuschauern gesehen und erreichte einen Marktanteil von 21,3 % für Das Erste.